# Мурманский бригадный район ПВО
Мурманский бригадный район ПВО — воинское соединение вооружённых сил СССР во время Великой Отечественной войны.

## История
Бригадный район сформирован 14.02.1941 года на основании Приказа Народного Комиссара обороны Союза СССР № 0015.
Прикрывал Мурманск и объекты Мурманской железной дороги, входил в состав Северной зоны ПВО.
В составе действующей армии с 22.06.1941 по 09.12.1941 года.
В 18-55 27.06.1941 силами 33-го отдельного зенитного артиллерийского дивизиона отражает первый налёт вражеских бомбардировщиков на Мурманск.
02.07.1941 года зенитчики того же дивизиона сбили три из двенадцати бомбардировщиков, проводивших бомбардировку участка Кировской железной дороги между станциями Шонгуй — Лопарская (20-40 км южнее Мурманска). Участвовал в прикрытии наземных войск в ходе боёв на Мурманском направлении.
21.07.1941, 10.08.1941 и 13.08.1941 года отражает массированные дневные налёты бомбардировщиков на Мурманск.
22.08.1941 года подчинён командующему ПВО 14-й армии
09.10.1941 отражает массированный налёт бомбардировщиков на Мурманск.
09.12.1941 года расформирован, на основе района развёрнут 21.01.1942 Мурманский дивизионный район ПВО.

## Состав
- 33-й отдельный зенитный артиллерийский дивизион
- 426-й отдельный зенитный артиллерийский дивизион
- 487-й отдельный зенитный артиллерийский дивизион
- 99-я отдельная зенитная артиллерийская батарея
- 73-й отдельный батальон ВНОС (имел в своем составе на 22.06.1941 22 поста на Мурманском направлении и 7 - на Кандалакшском. Посты располагались от посёлка Ура-Губа до станции Ковда.
- 15-й прожекторный батальон

## Укомплектованность
На 10.07.1941 года район располагал 56-ю 76,2-мм орудиями, 12-ю 37-мм орудиями и 12-ю крупнокалиберными пулемётами.

## Подчинение
| Дата       | Фронт (округ)                      | Армия      | Примечания |
| ---------- | ---------------------------------- | ---------- | ---------- |
| 22.06.1941 | Северный фронт (Северная зона ПВО) | -          | -          |
| 01.07.1941 | Северный фронт (Северная зона ПВО) | -          | -          |
| 10.07.1941 | Северный фронт (Северная зона ПВО) | -          | -          |
| 01.08.1941 | Северный фронт (Северная зона ПВО) | 14-я армия | -          |
| 01.09.1941 | Карельский фронт                   | 14-я армия | -          |
| 01.10.1941 | Карельский фронт                   | 14-я армия | -          |
| 01.11.1941 | Карельский фронт                   | 14-я армия | -          |
| 01.12.1941 | Карельский фронт                   | 14-я армия | -          |